# Monumento a los saineteros madrileños
El monumento a los saineteros madrileños es una escultura urbana en la ciudad española de Madrid.

## Descripción
Inaugurado por el entonces alcalde de Madrid Eduardo Vincenti en el mes de junio de 1913, se levanta actualmente en la madrileña plaza de los Chisperos —su ubicación original fue la glorieta de San Vicente— y es obra del escultor Lorenzo Coullaut-Valera. Constituye un homenaje a varios compositores y dramaturgos que contribuyeron al desarrollo de la escena teatral madrileña: Ramón de la Cruz, Ricardo de la Vega, Francisco Asenjo Barbieri y Federico Chueca. Consta de una serie de relieves con escenas de obras teatrales de los autores y unos tipos populares en su parte superior, además de los bustos de los homenajeados.